# Jan de Keyser
Jan David de Keyser (Deinze, 29 augustus 1965) is een Belgisch bankier, ondernemer en politicus voor CD&V. Hij is sinds 2017 burgemeester van Oostkamp.

## Loopbaan
De Keyser studeerde in 1983 af aan het Sint-Amanduscollege te Gent volgde er daarna een opleiding tot landbouweconoom. Na zijn studies werkte hij enkele jaren in het bedrijf van zijn vader tot wanneer hij besloot midden de jaren 80 te verhuizen naar het Noord-Franse Douai. Hij was er werkzaam bij Genes Diffusion, een bedrijf dat zich bezighoudt met de genetica van veeteelt. In 1989 verloofde hij zich en kwam terug naar België. Hij vestigde zich in Oostkamp en bouwde er zijn politieke loopbaan op.
Verder bleef hij actief in het bedrijfsleven en werd directeur van de Vlaamse Rundveeteelt Vereniging. Het bedrijf specialiseert zich in de kunstmatige inseminatie van vee. In 2002 besloot hij met het Nederlandse informaticabedrijf CR Delta en VRV een fusie aan te gaan. Zo ontstond de CRV Holding en het hoofdkantoor verhuisde naar Arnhem. Hij werd ceo voor de Belgische en Luxemburgse markt en werd lid van de raad van bestuur. Hij nam in 2004 het Tsjechische bedrijf CZ Delta over en voegde het aan de groep toe. De holding groeide uit tot de marktleider op het gebied van informatieproducten en genetisch materiaal voor veehouders. Het bedrijf heeft dochterondernemingen in Brazilië, Nieuw-Zeeland, Tsjechië, Duitsland, Luxemburg, België, Verenigde Staten, Zuid-Afrika en Spanje.
In 2007 besloot De Keyser over te stappen naar het bankwezen. Hij startte als agrarisch strategy manager bij de toenmalige Fortis Bank. Hij klom in 2010 op tot hoofd van de agrarische divisie van België. Hij vervulde verder deze taak voor BNP Paribas, waar de Belgische Fortistak in opging. Hij had zijn hoofdkantoor in Brussel.

### Politiek
Begin de jaren 1990 startte De Keyser zijn politieke loopbaan in Oostkamp voor de CVP. Hij werd verkozen tot gemeenteraadslid onder het toenmalig burgemeesterschap van Demuyt. Hij bouwde zijn politieke carrière verder uit na de sjerpwissel in 1995 van Luc Vanparys en na de omvorming van de partij naar CD&V. In 2007 werd hij schepen. Hij kreeg de bevoegdheden economie, financiën, middenstand, landbouw, brandweer, kerkfabrieken en feestelijkheden toegewezen. Ook was hij afdelingsvoorzitter van CD&V en OCMW-raadslid. In 2013 werd hij opnieuw verkozen tot gemeenteraadslid en werd eerste schepen met dezelfde bevoegdheden, tot hij in 2017 burgemeester werd.

#### Europa
Hij nam in 2004, 2014 en 2019 deel aan de Europese verkiezingen. Zo voerde hij in 2014 onder andere campagne met Marianne Thyssen en Herman Van Rompuy en stond op de Europese kieslijst voor België. Hij adviseerde ook regelmatig op de kabinetten van Kris Peeters en Wouter Beke, en voormalig premier Yves Leterme. De Keyser bekleedde bij de verkiezingen van 26 mei 2019 de vierde plaats op de Europese lijst van CD&V, en werd daarmee de eerste West-Vlaming.

### Burgemeester
In juli 2016 werd bekend dat Luc Vanparys besloot te stoppen als burgemeester en de Keyser voor te dragen tot zijn opvolger. Op 19 april 2017 legde hij de eed af. Op 1 mei 2017 startte hij officieel met zijn nieuwe functie als burgemeester.
Op 6 december 2017 nam hij in Antwerpen de oorkonde in ontvangst van "Beste gemeente van Vlaanderen". Dit na een grootschalig twee-jaar-durend onderzoek, wat tevens het grootste regioproject ooit was van Het Nieuwsblad.
Na de gemeenteraadsverkiezingen in 2018 werd hij opnieuw verkozen tot gemeenteraadslid met 1650 naamstemmen meer dan de eerstvolgende verkozenen. Naast zijn persoonlijke score behaalde hij ook voor het eerst in 30 jaar (sinds 1988) een absolute bestuursmeerderheid binnen voor zijn partij. Hij werd opnieuw benoemd tot burgemeester.

### Andere functies
De belangrijkste andere functies van Jan de Keyser zijn:
- Bestuurder van Farys
- Bestuurder van Resoc
- Bestuurder Comptoir Agricole Wallonie
- Bestuurder van Boerenbond
- Lid directiecomité van AGB
- Bestuurder van UNIZO Oostkamp en Ruddervoorde-Waardamme
- Bestuurder van Vlaams-Europees Verbindingsagentschap